# Saison 9 de Shameless
Chronologie
Saison 8 Saison 10
Cet article présente le guide des épisodes de la neuvième saison de la série télévisée américaine Shameless.
Composée de quatorze épisodes, la saison est diffusée en deux parties de sept épisodes, la première du 9 septembre 2018 au 20 octobre 2018, et la deuxième à partir du 20 janvier 2019.

## Synopsis
Fiona continue de vivre son projet dans l'immobilier, Frank se lance dans la politique et Ian subit les conséquences du mouvement involontaire qu'il a créé. Carl est retourné à l'école militaire contre la volonté de sa copine, Liam est toujours élève dans la prestigieuse école où Frank a réussi à le faire admettre, Lip continue de se faire aider pour ses problèmes d'alcool et Debbie continue de jouer à la maman tout en jonglant avec son école de soudure.

## Distribution

### Acteurs principaux
- William H. Macy (VF : Julien Kramer) : Francis « Franck » Gallagher
- Emmy Rossum (VF : Anne Tilloy) : Fiona Gallagher
- Jeremy Allen White (VF : Thierry D'Armor) : Phillip « Lip » Gallagher
- Cameron Monaghan (VF : Rémi Caillebot) : Ian Gallagher
- Emma Kenney (VF : Kelly Marot) : Deborah « Debbie » Gallagher
- Ethan Cutkosky (VF : Lionel Cecilio) : Carl Gallagher
- Christian Isaiah : Liam Gallagher
- Shanola Hampton (VF : Ilana Castro) : Veronica « Vee » Fisher
- Steve Howey (VF : Olivier Augrond) : Kevin « Kev » Ball

### Acteurs récurrents et invités
- Elliot Fletcher (VF : Alexandre Nguyen) : Trevor
- Ruby Modine (VF : Anne-Charlotte Piau) : Sierra
- Jessica Szohr : Nessa
- Sammi Hanratty : Kassidy Gallagher
- Richard Flood : Ford
- Amirah Johnson : Xan
- Dan Lauria : Mo White
- Ashley Romans : Alex
- Luis Guzmán : Mikey O'Shea

### Guest stars
- Courteney Cox : Jen Wagner
- Katey Sagal : Ingrid Jones

## Liste des épisodes

### Épisode 1:J’ai couché avec Frank
- États-Unis /  Canada : 9 septembre 2018 sur Showtime
- France : 3 juin 2019 sur Amazon Prime Video[2]

- États-Unis : 1,31 million de téléspectateurs[3] (première diffusion)

### Épisode 2:Votez Mo White!
- États-Unis /  Canada : 16 septembre 2018 sur Showtime
- France : 3 juin 2019 sur Amazon Prime Video

- États-Unis : 1,12 million de téléspectateurs[4] (première diffusion)

### Épisode 3:Les quartiers Sud au pouvoir
- États-Unis /  Canada : 23 septembre 2018 sur Showtime
- France : 3 juin 2019 sur Amazon Prime Video

- États-Unis : 1,05 million de téléspectateurs[5] (première diffusion)

Deb se trouve une alliée pour faire avancer la lutte contre le harcèlement sexuel au travail. Carl fait du bénévolat et aide les chiens à avoir une meilleure fin de vie en les récupérant chez lui, au sous-sol. Fiona se prépare à conclure sa transaction immobilière. Liam entre dans une nouvelle école et fait la rencontre d'un garçon, Todd : ils font un marché, Liam accepte qu'il copie sur lui pour améliorer ses résultats scolaires mais en échange le garçon doit le protéger d'une fille qui lui veut du mal. 
Kev tombe sur un article qui dit que son bar fait partie des bars "pervers" de la ville, il décide de contrer cette idée et de redonner une meilleure image.
Franck continue dans son nouveau poste de directeur de campagne pour Mo White et récolte de l'argent auprès des habitants du quartier sud. Sauf qu'il apprend que Mo a un bracelet électronique pour avoir eu une relation sexuelle avec une mineure de quinze ans. 
Le copain de Fiona est réticent face au projet de Fiona et sa transaction immobilière.
Ian se met à chercher une nouvelle religion pour essayer de trouver une nouvelle voie spirituelle.
Carl fait appel à Veronica pour l'aider à obtenir une recommandation de West Point de la part d'un des membres du congrès. Elle va alors voir le député pour aider Carl. Le député finit par faire une recommandation à Carl pour West Point.

### Épisode 4:Un vote plus blanc que blanc
- États-Unis /  Canada : 30 septembre 2018 sur Showtime
- France : 3 juin 2019 sur Amazon Prime Video

- États-Unis : 1 million de téléspectateurs[6] (première diffusion)

### Épisode 5:Fais pas ta Fiona
- États-Unis /  Canada : 7 octobre 2018 sur Showtime
- France : 3 juin 2019 sur Amazon Prime Video

- États-Unis : 1 million de téléspectateurs[7] (première diffusion)

### Épisode 6:Faut vous y faire, vous êtes splendide
- États-Unis /  Canada : 14 octobre 2018 sur Showtime
- France : 3 juin 2019 sur Amazon Prime Video

- États-Unis : 920 000 téléspectateurs[8] (première diffusion)

### Épisode 7:Naufrage
- États-Unis /  Canada : 21 octobre 2018 sur Showtime
- France : 3 juin 2019 sur Amazon Prime Video

- États-Unis : 1 million de téléspectateurs[9] (première diffusion)

### Épisode 8:Dans les pas de son père
- États-Unis /  Canada : 20 janvier 2019 sur Showtime
- France : 3 juin 2019 sur Amazon Prime Video

- États-Unis : 798 000 téléspectateurs[10] (première diffusion)

### Épisode 9:Pour 6 Gallagher de plus
- États-Unis /  Canada : 27 janvier 2019 sur Showtime
- France : 3 juin 2019 sur Amazon Prime Video

- États-Unis : 843 000 téléspectateurs[11] (première diffusion)

### Épisode 10:50 nuances de bronzage
- États-Unis /  Canada : 10 février 2019 sur Showtime
- France : 3 juin 2019 sur Amazon Prime Video

- États-Unis : 1,135 million de téléspectateurs[12] (première diffusion)

Suite à une rencontre très désagréable, le comportement de Fiona se dégrade encore.
Frank s'inscrit à l'élection du Hobo Loco Suprême.
L'ex-mari d'Ingrid réapparaît, lui aussi. Avec l'aide du Dr. Kwan, il tente de convaincre Ingrid de ne pas garder ses six embryons.

### Épisode 11:Prendre le train en marche
- États-Unis /  Canada : 17 février 2019 sur Showtime
- France : 3 juin 2019 sur Amazon Prime Video

- États-Unis : 973 000 téléspectateurs[13] (première diffusion)

Les épreuves du concours du Hobo Loco Suprême continuent.
Ingrid commence à s’inquiéter pour la naissance des six bébés à venir.
Kevin se rend à la clinique pour sa vasectomie.
Au grand désespoir de Carl, Debbie et Kelly s’entendent de mieux en mieux.
Lip se rend aux services de la protection de l’enfance pour pouvoir être le père d’accueil de Xan.

### Épisode 12:Blackout
- États-Unis /  Canada : 24 février 2019 sur Showtime
- France : 3 juin 2019 sur Amazon Prime Video

- États-Unis : 814 000 téléspectateurs[14] (première diffusion)

Xan est emmenée par les services de la protection de l’enfance.
Fiona tente de récupérer son solde de tout compte.
Carl soupçonne que Kelly est toujours amoureuse de Debbie.
Kevin a enfin fait sa vasectomie et souffre le martyre.
Frank profite d’une panne de courant générale pour faire de petits bénéfices.

### Épisode 13:Le temps des désillusions
- États-Unis /  Canada : 3 mars 2019 sur Showtime
- France : 3 juin 2019 sur Amazon Prime Video

- États-Unis : 1,129 million de téléspectateurs[15] (première diffusion)

### Épisode 14:Et pour cent mille dollars de plus
- États-Unis /  Canada : 10 mars 2019 sur Showtime
- France : 3 juin 2019 sur Amazon Prime Video

- États-Unis : 1,348 million de téléspectateurs[16] (première diffusion)

## Audiences aux États-Unis
| N° d'épisode | Titre original                            | Titre français                         | Chaîne   | Date de diffusion originale | États-Unis (en millions de téléspectateurs) |
| ------------ | ----------------------------------------- | -------------------------------------- | -------- | --------------------------- | ------------------------------------------- |
| 1            | Are You There Shim? It's Me, Ian          | J’ai couché avec Frank                 | Showtime | 9 septembre 2018            | 1.31                                        |
| 2            | Mo White!                                 | Votez Mo White !                       | Showtime | 16 septembre 2018           | 1.12                                        |
| 3            | Weirdo Gallagher Vortex                   | Les quartiers Sud au pouvoir           | Showtime | 23 septembre 2018           | 1.05                                        |
| 4            | Do Right, Vote White!                     | Un vote plus blanc que blanc           | Showtime | 30 septembre 2018           | 1.09                                        |
| 5            | Black-Haired Ginger                       | Fais pas ta Fiona                      | Showtime | 7 octobre 2018              | 1.00                                        |
| 6            | Face it, you're gorgeous                  | Faut vous y faire, vous êtes splendide | Showtime | 14 octobre 2018             | 0.92                                        |
| 7            | Down Like the Titanic                     | Naufrage                               | Showtime | 21 octobre 2018             | 1.00                                        |
| 8            | The Apple Doesn't Fall Far from the Alibi | Dans les pas de son père               | Showtime | 20 janvier 2019             | 0.80                                        |
| 9            | BOOOOOOOOOOOONE!                          | Pour 6 Gallagher de plus               | Showtime | 27 janvier 2019             | 0.84                                        |
| 10           | Los Diablos!                              | 50 nuances de bronzage                 | Showtime | 10 février 2019             | 1.14                                        |
| 11           | The Hobo Games                            | Prendre le train en marche             | Showtime | 17 février 2019             | 0.97                                        |
| 12           | You'll Know The Bottom When You Hit It !  | Blackout                               | Showtime | 24 février 2019             | 0.81                                        |
| 13           | Lost                                      | Le temps des désillusions              | Showtime | 3 mars 2019                 | 1.13                                        |
| 14           | Found                                     | Et pour cent mille dollars de plus     | Showtime | 10 mars 2019                | 1.35                                        |